# Penisola di Tarchankut
La penisola di Tarchankut (in ucraino Тарханкутський півострів?, Tarchankuts'kyj pilostriv; in russo Тарханкутский полуостров?, Tarchankutskij poluostrov; in tataro Tarhanqut Yarimadasi) è una costituisce l'estremità occidentale della Crimea, protesa nel mar Nero. De iure, la penisola appartiene al territorio ucraino, ma, di fatto, fa invece parte della Russia.

## Descrizione
La penisola ha una superficie di 1550 km² ed è alta fino a 179 metri. A nord di essa si trova la baia di Karkinit.
Al largo della costa c'è un museo sottomarino per i subacquei.